# Tommaso Formenton
Tommaso Formenton (Vicenza, 1428 – 1492) è stato un architetto italiano della Repubblica di Venezia operante nel vicentino.
Interprete dei gusti di fine Quattrocento, in transito dal gotico fiorito veneziano al primo rinascimento italiano, iniziò le logge del Palazzo della Ragione di Vicenza, poi realizzate da Andrea Palladio (oggi Basilica Palladiana).

## Biografia

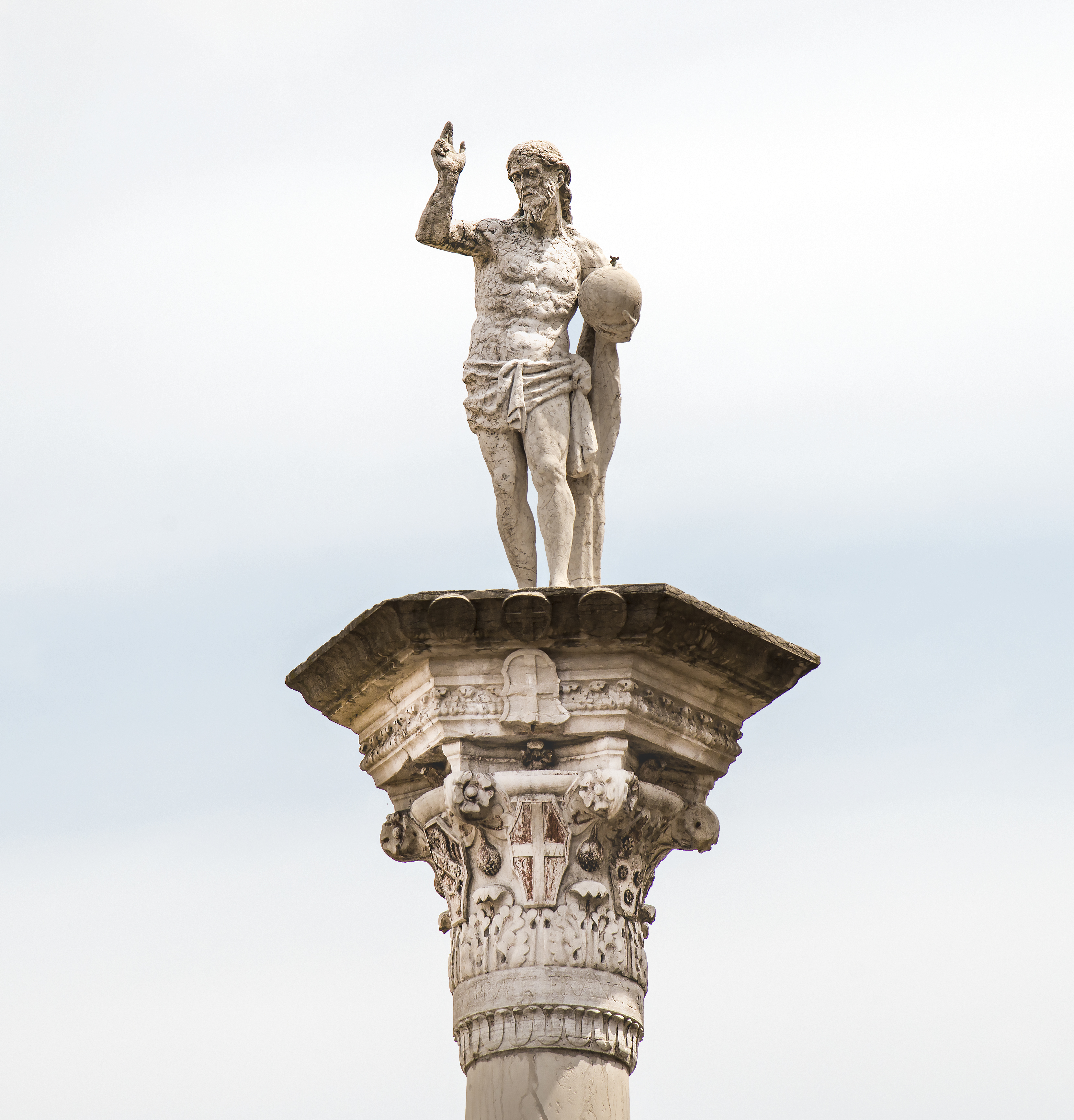
La colonna del Redentore in Piazza dei Signori a Vicenza.

Figlio maggiore del falegname Stefano, iniziò a lavorare nella ben avviata bottega del padre in Borgo San Vito a Vicenza. Sposò Angela di Antonio Franceschini, dalla quale ebbe il figlio Stefano e, in seconde nozze, Lucia di Gasparrino dalla quale ebbe un secondo figlio, Nascimbene; entrambi i figli divennero poi falegnami.
Alla morte del padre, Tommaso assunse la direzione della bottega; nel 1467 che è indicato come ingegnere del Comune, e come tale iniziò ad occuparsi della manutenzione del cittadino Palazzo della Ragione, progettato nel 1444 da Domenico da Venezia. Nel 1473 diresse i lavori per l'innalzamento del Leone di San Marco sulla colonna in piazza dei Signori e nel 1474 rimontò le campane sulla torre Bissara.
Tommaso Formenton nel 1473 era ancora sindaco della fraglia dei falegnami, ma qualche anno più tardi cominciò a seguire diversi lavori come architetto e nel 1480 risultava iscritto alla fraglia dei muratori; in quegli anni egli si occupò di vari estimi edili, come nella chiesa di Santa Corona dove, oltre ad effettuare stime e risolvere vertenze, ebbe modo di fornire prescrizioni sull'esecuzione dei lavori di copertura.

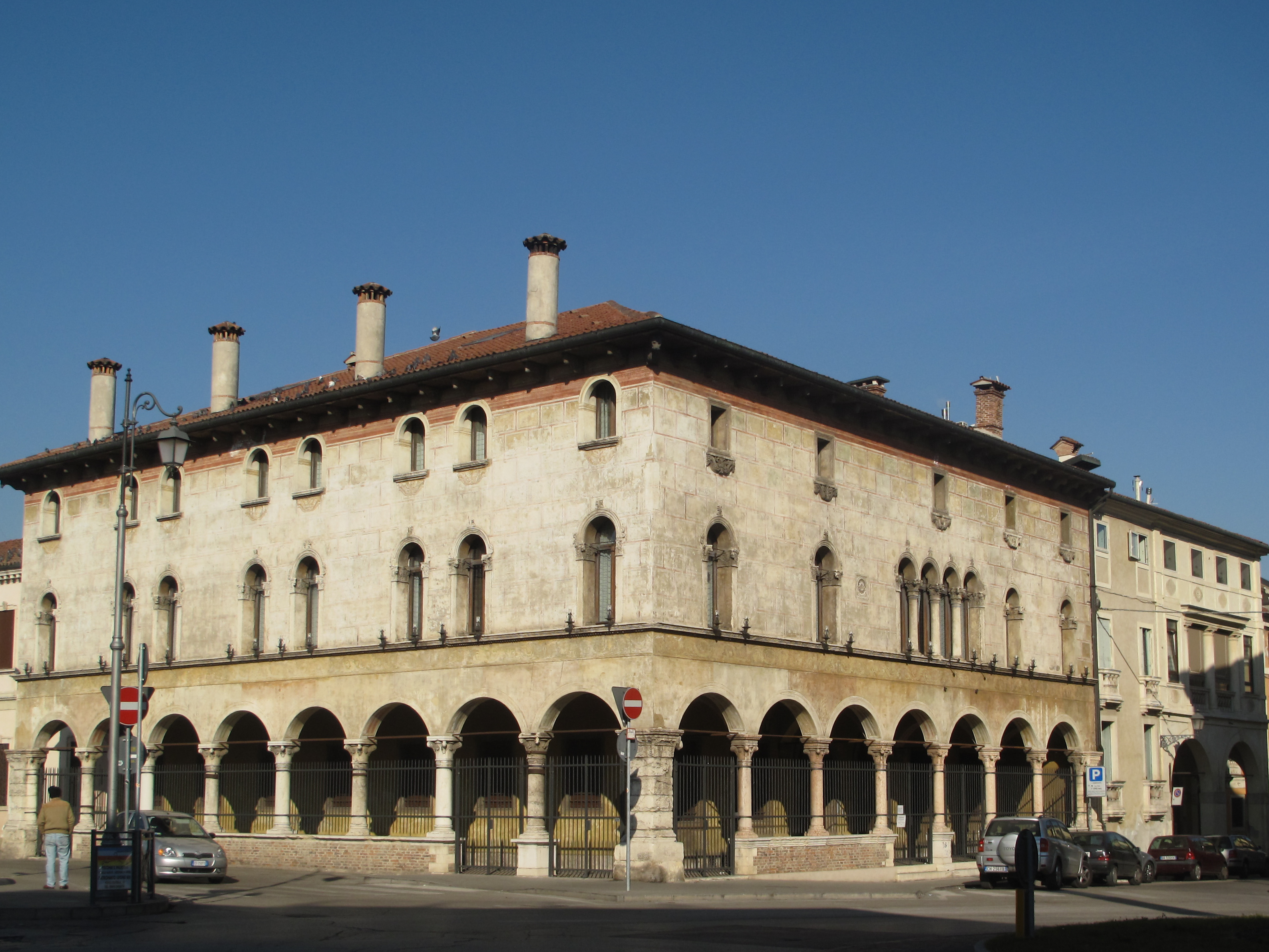
Palazzo Angaran, forse progettato dal Formenton

Probabilmente intervenne nella progettazione o nella costruzione del palazzo Angaran. Forse qui collaborò con Lorenzo da Bologna, molto attivo a Vicenza in quel periodo; sicura invece è la collaborazione con l'architetto emiliano nella costruzione dell'imponente palazzo da Porto Negri De Salvi, in piazzetta Santo Stefano. Di altri suoi lavori invece si è persa traccia, in seguito ai rifacimenti degli edifici, avvenuti nei secoli successivi.
Tra il 1479 e il 1481 gli venne commissionata l'opera di maggior rilievo della sua vita professionale, la costruzione delle logge esterne del palazzo comunale. Il progetto mirava a consolidare la struttura del palazzo, che aveva mostrato seri cedimenti al tempo della ricostruzione diretta da Domenico da Venezia, terminata nel 1458. A questo fine il Formenton - utilizzando come modello architettonico il palazzo della Ragione di Padova - previde l'erezione di un loggiato, su due livelli e su tre lati dell'edificio, escluso solo quello rivolto al palazzo del Podestà; al piano terreno figuravano arcate a tutto sesto, sopra le quali era sovrapposto un numero doppio di archi ogivali; una struttura esterna ad arco collegava il lato nord della basilica alla Torre di Piazza. Le logge, integrate con la muratura perimetrale dell'edificio, avrebbero così dovuto ridurne le rovinose spinte laterali; secondo il gusto del tempo erano coronate da merli traforati (alcuni dei quali ancora visibili all'interno della Basilica palladiana).
Buon interprete dei gusti di fine Quattrocento, che stavano transitando dal gotico fiorito veneziano al primo Rinascimento italiano, fu un tipico professionista del suo tempo, abile nel coordinamento delle maestranze ed esperto di architettura al punto da poter impostare sia la struttura che gli ornamenti degli edifici, anche se non sempre nella maniera migliore. Per la sua perizia fu segnalato al Consiglio cittadino di Brescia, che nel 1489 gli richiese un modello per la nuova loggia comunale. Il Formenton si recò nella città lombarda per presentarlo, ma in ottobre era di nuovo a Vicenza e il progetto non fu realizzato.
Nell'ultima parte della sua vita, Tommaso Formenton fu quasi interamente assorbito dalla direzione dei lavori delle logge, che si conclusero solo intorno al 1494, quand'egli era già defunto da qualche anno. La morte gli risparmiò di dover assistere al crollo parziale dell'angolo sud-ovest nel 1496, quando l'opera era conclusa da poco. Ormai malsicure, le logge furono demolite e iniziò una più che cinquantennale disputa circa la loro ricostruzione, che alla fine fu realizzata da Andrea Palladio.